# Droit de douane

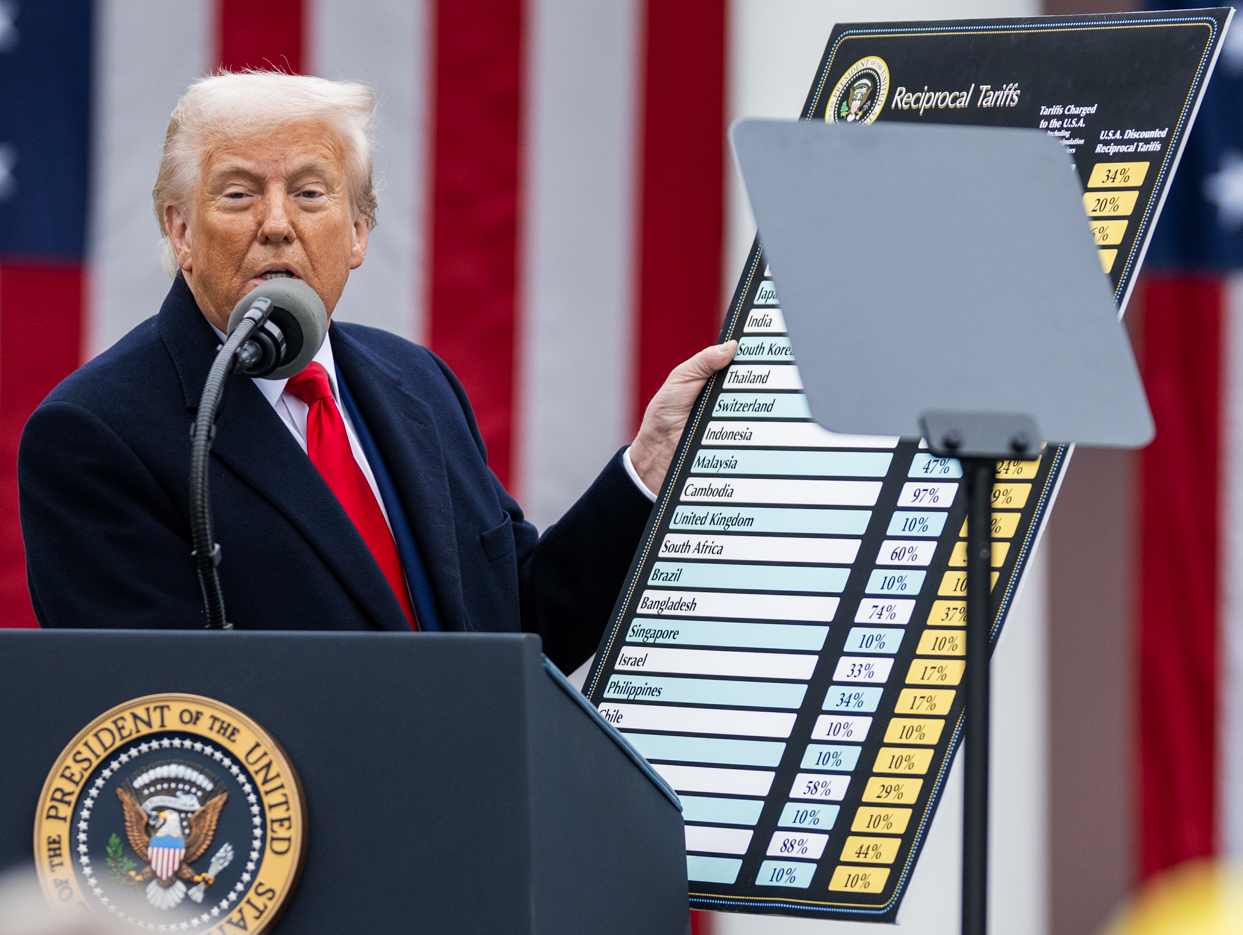
Donald Trump annonçant de nouveaux tarifs douaniers le 2 avril 2025.

Le droit de douane, taxe douanière ou tarif douanier est une taxe prélevée sur une marchandise à importer dès que celle-ci franchit la frontière de l’autre pays. Il constitue l'un des principaux instruments du protectionnisme : en rendant plus chers les produits étrangers importés, cette pratique cherche à en décourager la consommation et à favoriser les industries locales. Il est utilisé pour favoriser l'industrialisation par substitution aux importations.
Ces droits peuvent être forfaitaires ou représenter un pourcentage du prix (droits « ad valorem »). C'est un mécanisme de taxation des flux de marchandise très ancien. On le retrouve dans l'histoire de la fiscalité dans l'Antiquité, en Égypte, en Grèce, à Rome, au Moyen-Orient et dans l'Europe du Moyen Âge.
Les pays aujourd'hui développés ont eu recours à des politiques commerciales et industrielles interventionnistes pour protéger leurs industries naissantes. Les droits de douane étaient un élément clé de cette stratégie de protectionnisme éducateur. Il existe de nombreux autres outils, appelés obstacle non tarifaire aux échanges, tels que « la dévaluation compétitive » de la monnaie, les subventions à l'exportation, les rabais tarifaires sur les intrants utilisés pour les exportations, l'octroi de droits de monopole, les ententes, les crédits dirigés, la planification des investissements, la planification de la main-d'œuvre, le soutien à la R&D.
Au lendemain de l'indépendance, plusieurs pays, par exemple l'Algérie, ont appliqué ce mécanisme pour protéger leurs industries naissantes.
Il existe un consensus quasi unanime parmi les économistes selon lequel les tarifs douaniers sont contre-productifs et ont un effet négatif sur la croissance économique et le bien-être économique, tandis que le libre-échange et la réduction des barrières commerciales ont un effet positif sur la croissance économique,,,,. Bien que la libéralisation des échanges puisse parfois entraîner des pertes et des gains et inégalement répartis, et qu’à court terme elle puisse provoquer une perturbation économique pour les travailleurs des secteurs en concurrence avec les importations, le libre-échange présente des avantages en réduisant le coût des biens et services pour les producteurs comme pour les consommateurs. Le fardeau économique des tarifs pèse sur l’importateur, l’exportateur et le consommateur. Souvent mis en place pour protéger certains secteurs, les tarifs peuvent se retourner contre leurs objectifs initiaux et nuire aux industries qu’ils étaient censés protéger, en augmentant les coûts des intrants et en déclenchant des mesures de rétorsion,. Les droits d’importation peuvent également nuire aux exportateurs nationaux en perturbant leurs chaînes d’approvisionnement et en augmentant leurs coûts de production.

## Mécanisme des droits de douane
Les droits de douane ne sont payés, en principe, qu'à l'importation. Dans certains pays des droits de douane existent cependant à l'exportation. C'est le cas dans plusieurs pays d'Afrique pour des matières premières comme le bois par exemple. Une taxation est aussi possible à la ré-exportation de produits importés.
Ceci concerne des livraisons entre États d'une zone de libre échange pour des biens importés sous un régime hors taxe puis transformés et exportés ensuite. Par exemple dans le cas d'un moteur japonais monté sur une voiture européenne qui est exportée vers un État associé à l'Union, le moteur sera taxé à la sortie.

## Histoire

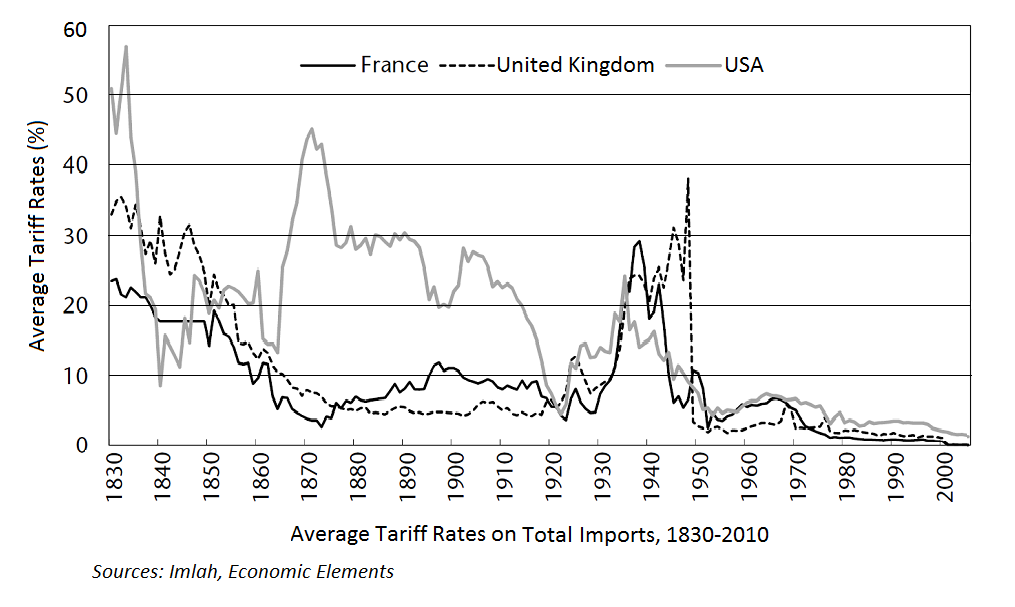
Droits de douane (France, Royaume-Uni, États-Unis)

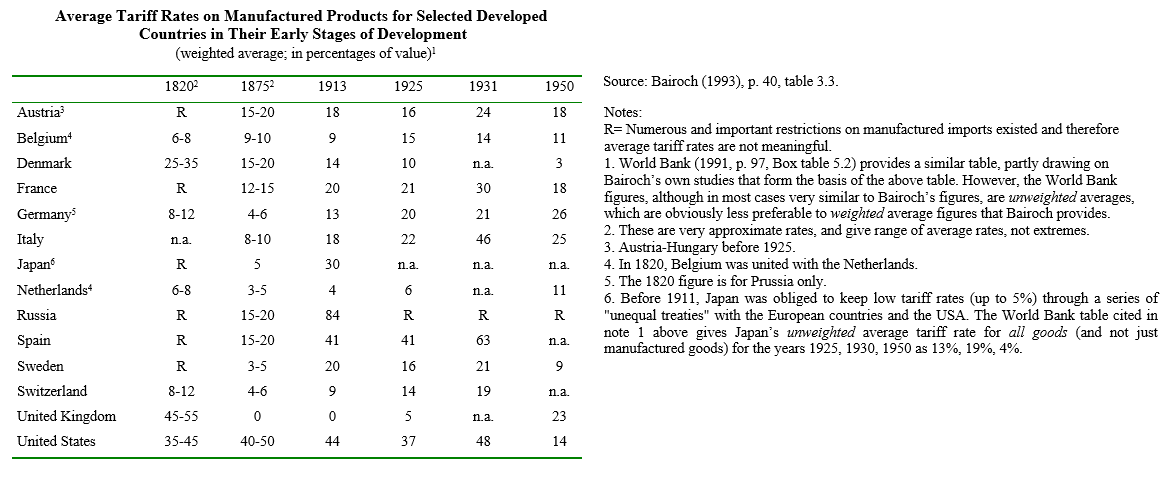
Taux tarifaires moyens sur les produits manufacturés.

### DuXVIeauXVIIIesiècle
Entre le XVIe siècle jusqu'au milieu du XVIIIe siècle les nations européennes étaient opposées au libre-échange et pratiquaient le mercantilisme. Les mercantilistes pensent que le commerce extérieur doit permettre un gain monétaire, c'est-à-dire un afflux d'or et que la richesse est fondée sur le volume détenu de métaux précieux. Dans cette optique, les mercantilistes préconisent une politique volontariste de soutien aux exportations via la création de grandes compagnies de commerce ou de grandes manufactures. L'enrichissement d'un État se fait par ses exportations et l'appauvrissement d'un autre par ses importations. L'État doit tenter de freiner les importations qui sont synonymes de sorties d'or, d'interdire l'exportation de monnaie du pays ainsi que les métaux précieux (or, argent…). En France par exemple, l'État va même organiser la production nationale (avec les manufactures de Jean-Baptiste Colbert par exemple).
Jean-Baptiste Colbert (1619-1683), le contrôleur général des finances de Louis XIV favorisa le mercantilisme, réservant à la métropole l'exclusivité du commerce avec ses colonies et doublant en 1667, les taxes sur les produits anglais et hollandais. Pour Colbert, « les compagnies de commerce sont les armées du roi, et les manufactures sont ses réserves ». Ainsi pour souligner cette défiance du commerce étranger, Antoine de Montchrestien déclare : « Les marchands étrangers sont comme des pompes qui tirent hors du royaume […] la pure substance de nos peuples […] ; ce sont des sangsues qui s’attachent à ce grand corps de la France, tirent son meilleur sang et s'en gorgent ».
En 1788, l'assemblée des notables (de France) envisage de lever les barrières intérieures et de déplacer les bureaux de douanes à la frontière du Royaume et de créer un mécanisme de tarif général modéré.

### XIXeme siècle
De 1875 juste avant la première guerre mondiale :

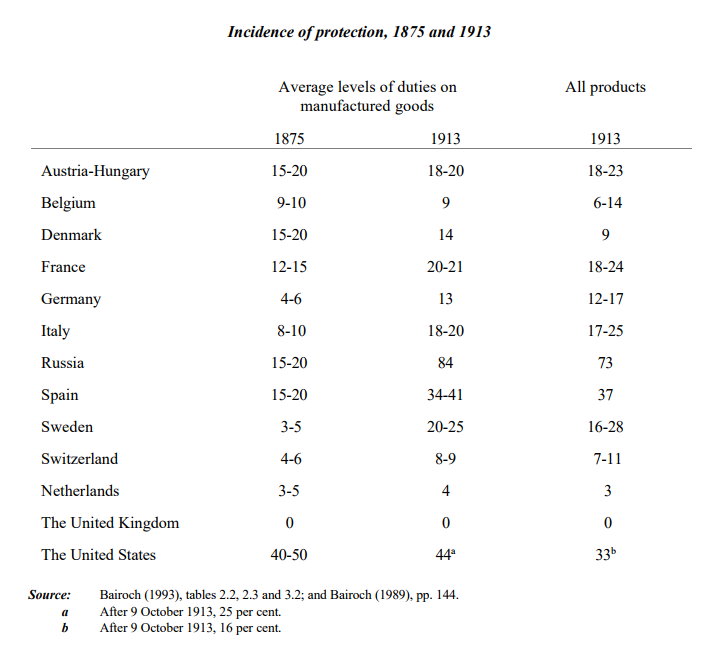
Taux tarifaires moyens sur les produits manufacturés (1875 et 1913)

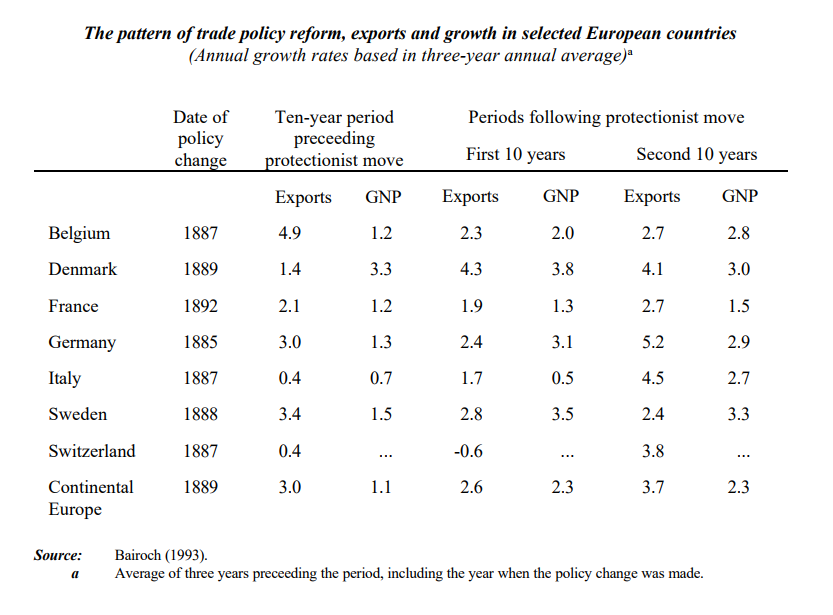
Politique commerciale, exportations et croissance dans certains pays européens vers 1885

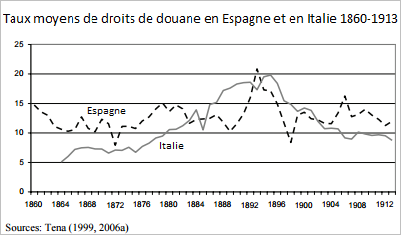
Droits de douane (Espagne, Italie) entre 1860 et 1913

### XXeme siècle

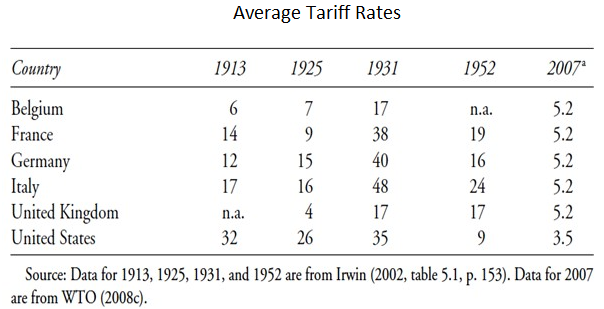
Taux tarifaires moyens dans certains pays (1913-2007)

#### Suite de la première guerre mondiale
À la suite de la Première Guerre mondiale, dans un contexte économique très difficile, et alors que le chômage frappait 17 % de la population active, le Parlement britannique vota en 1921 le Safeguarding of Industries Act, qui fixait à 33 % les droits de douane sur de nombreux produits manufacturés menacés par la concurrence étrangère.

#### La Grande Dépression
Douglas Irwin évalue l'impact de la loi Hwaley-Smoot qu'au cours des deux années qui ont suivi l'imposition du tarif Smoot-Hawley en juin 1930, le volume des importations américaines a chuté de plus de 40%. Il montre qu'une partie de cet effondrement des échanges est attribué au droit de douane lui-même et non à d'autres facteurs tels que la baisse des revenus ou les représailles étrangères. Les évaluations d'équilibre partiel et général indiquent que le tarif Smoot-Hawley a réduit les importations de 4 à 8 % (ceteris paribus). En outre, une simulation contre-factuelle suggère que près d'un quart de la baisse observée de 40% des importations peut être attribuée à l'augmentation du tarif effectif (c'est-à-dire Smoot-Hawley plus déflation).
Irwin affirme que la Loi Hawley-Smoot n’a certes pas été la cause principale de la Grande Dépression, mais qu’il en a aggravé la sévérité en provoquant des mesures de rétorsion internationales et en réduisant le commerce mondial. La loi Smoot-Hawley a augmenté le tarif moyen sur les importations taxées de 15 à 18 %. Ce qui a quelque peu limité l’impact de Smoot-Hawley, c’est la taille relativement restreinte du secteur commercial américain à l’époque. En 1930, seulement un tiers des importations totales aux États-Unis étaient soumises à des droits de douane, et ces marchandises taxées ne représentaient que 1,4 % du PIB. Selon Irwin, il n’existe aucune preuve que cette législation ait atteint ses objectifs de création nette d’emplois ou de relance économique. Même d’un point de vue keynésien, cette politique s’est révélée contre-productive, car la chute des exportations a été plus importante que celle des importations. Bien que la baisse des revenus étrangers ait été un facteur majeur de l’effondrement des exportations américaines, le tarif a aussi limité l’accès des étrangers aux dollars américains, ce qui a conduit à une appréciation de la monnaie et rendu les produits américains moins compétitifs à l’international. Irwin souligne que l’un des effets les plus néfastes de la loi fut la détérioration des relations commerciales des États-Unis avec leurs partenaires clés. La loi a été adoptée à un moment où la Société des Nations travaillait à une trêve tarifaire mondiale, et le tarif Smoot-Hawley a été largement perçu comme une mesure unilatérale et hostile, sapant la coopération internationale. Selon Irwin, l’impact principal à long terme fut que l’indignation suscitée a incité d’autres pays à former des blocs commerciaux discriminatoires. Ces accords commerciaux préférentiels ont détourné le commerce mondial des États-Unis et freiné la reprise économique globale,.
Selon The Economist, le Smoot-Hawley Tariff Act a conduit à une baisse de deux tiers du commerce mondial. « Ce fut si catastrophique pour la croissance aux États-Unis et dans le reste du monde que les législateurs n’ont plus osé toucher au sujet depuis. 'Smoot-Hawley' est devenu synonyme de politique désastreuse ».
L’économiste Milton Friedman soutenait que, bien que les tarifs de 1930 aient causé du tort, ils n’étaient pas à eux seuls responsables de la Grande Dépression.
Concernant les États-Unis, Paul Krugman conteste que la loi Hawley-Smoot, appliquée en 1930, ait été la cause principale de la Grande Dépression,.
Selon l'historien économique Peter Temin : « Un tarif, comme une dévaluation, est une politique expansionniste. Cela détourne la demande, des producteurs étrangers vers les producteurs domestiques. L'argument populaire cependant, est que le tarif a causé la dépression américaine […] en induisant des représailles étrangers […] Les exportations ont représenté 7 % du PNB en 1929. Elles ont diminué de 1,5 % du PNB entre 1929 et les deux années suivantes […] la baisse de la demande pour l'exportation devait être compensé par l'augmentation de la demande intérieure causée par le tarif. Tout effet de contraction net du tarif était faible » (Lessons from the Great Depression, MIT Press, Cambridge, Mass, Peter Temin).

#### Les Trente glorieuses
Après la guerre, la priorité est de réduire graduellement les barrières tarifaires. On assiste en 1948, à la création du GATT (l'Accord général sur les tarifs et le commerce) qui deviendra ensuite l'Organisation mondiale du commerce (OMC) en 1995 et dont le but est de limiter autant que possible l'usage des barrières protectionnistes afin de favoriser le libre-échange. Mais malgré le GATT, les « Trente glorieuses » sont caractérisées par l'interventionnisme de l'État, les tarifs élevés de l'après-guerre et des contrôles aux flux des capitaux. La plupart des pays industriels connaissent alors une très forte croissance de 1945 à 1973.

#### Le temps des crises
La crise économique des années 1970 et le manque de solution des gouvernements ont entraîné le retour des politiques de libéralisme économique dans le monde : privatisation de sociétés d'État, déréglementation (au sens de Henri Bourguinat) des grands secteurs de l'économie, réduction des barrières au commerce international (tarifs douaniers, barrières non tarifaires), libre circulation des capitaux. À l'issue des négociations du Kennedy Round (1964-1967), le taux moyen de protection mondiale était ainsi de dix fois inférieur à celui de 1947. Et il a continué de baisser depuis la création de l'OMC.
Selon Maurice Allais, Prix de la Banque de Suède en sciences économiques en mémoire d'Alfred Nobel : « Mon analyse étant que le chômage actuel est dû à cette libéralisation totale du commerce, la voie prise par le G20 (le groupe des vingt premiers pays classés selon le critère du PIB national) m’apparaît par conséquent nuisible. Elle va se révéler un facteur d’aggravation de la situation sociale… à partir d’un contresens incroyable. Tout comme le fait d’attribuer la crise de 1929 à des causes protectionnistes constitue un contresens historique. Sa véritable origine se trouvait déjà dans le développement inconsidéré du crédit durant les années qui l’ont précédée. Au contraire, les mesures protectionnistes qui ont été prises, mais après l’arrivée de la crise, ont certainement pu contribuer à mieux la contrôler » (Lettre aux français : Contre les tabous indiscutés).

## Développements théoriques

### Adam Smith
Dans le livre IV de La Richesse des nations (1776), Smith justifie l’intensification des échanges commerciaux par transposition des échanges de l’échelon des individus qui composent la nation à celui des nations qui composent le monde : « Ne jamais chercher à faire chez soi ce qu’on peut acheter à meilleur compte, telle est la maxime de tout chef de famille avisé. […] Ce qui est prudence dans la conduite de toute famille ne peut guère être folie dans celle d’un royaume. Si un pays étranger peut nous fournir une marchandise meilleur marché que nous ne pouvons la fabriquer nous-mêmes, il vaut mieux la lui acheter avec une partie du produit de notre activité, employée là où nous avons quelque avantage ».
Il juge également que l'activité de la nation faite en toute liberté est plus avantageuse que celle faite par la régulation : « Un commerce que l’on force au moyen de primes et de monopoles peut être désavantageux et l’est couramment pour le pays en faveur duquel on a voulu le créer […] tandis que le commerce qui, sans être forcé ni contraint, s’établit naturellement et régulièrement entre deux places est toujours avantageux pour les deux, même s’il ne l’est pas également » (livre IV, p. 503-504).
Pourtant le raisonnement d'Adam Smith ne mobilise que des différences absolues de coût dans la justification de l’avantage à l’échange. Il ne peut donc pas justifier d’un gain au libre-échange pour un pays qui pourrait réaliser à moindre coût toutes les productions qu’il serait susceptible d’importer d’autres pays. C’est par la suite, l’argument de l’avantage comparatif qui va justifier l’existence systématique d’un gain à l’échange.

### Théorie de l'avantage comparatif
Le développement complet de l’argument de l'avantage comparatif est fait par David Ricardo [1817] dans Principes de l’économie politique et de l’impôt et par J. Mill dans son article « Colonies » de l’Encyclopaedia Britannica [1818] et dans Éléments d’économie politique [1821].
James Mill propose l’exemple suivant : « En supposant que la Pologne peut produire du blé et du tissu avec moins de travail que l’Angleterre, il ne s’ensuit pas qu’il ne serait pas dans l’intérêt de la Pologne d’importer un des biens d’Angleterre. […] Si, dans le même temps qu’une quantité de tissu, qui, en Pologne, est produite avec 100 jours de travail, peut être produite en Angleterre avec 150 jours de travail ; le blé, qui est produit en Pologne avec 100 jours de travail, nécessite 200 jours de travail en Angleterre ; dans ce cas, ce sera l’intérêt de la Pologne d’importer ses tissus d’Angleterre. […] Quand deux pays peuvent produire deux biens, ce n’est pas la plus grande facilité absolue, mais la plus grande facilité relative qui pousse l’un d’entre eux à se restreindre à la production d’un des biens et à l’importation de l’autre » (J. Mill [1821, réédition 1966], p. 271-273).
John Stuart Mill en a fait un élément central de la théorie classique et l'a diffusée notamment dans ses Principes d’économie politique : « Pour rendre l’importation d’un produit plus avantageuse que sa production, il n’est pas nécessaire que le pays étranger soit capable de le produire avec moins de travail et de capital que nous. Nous pourrions même avoir un avantage dans sa production : mais si nous disposons de telles circonstances favorables que nous avons déjà un avantage plus grand dans la production d’un autre produit qui est demandé par le pays étranger, nous pourrions être en mesure d’obtenir un rendement plus important de notre travail et de notre capital en les employant non pas dans la production de l’article pour lequel notre avantage est moindre, mais en les consacrant pleinement à la production de celui pour lequel notre avantage est le plus grand et en l’offrant au pays étranger en échange de l’autre. Ce n’est pas une différence dans, les coûts absolus de production qui détermine l’échange, mais une différence dans le coût relatif » (J.S. Mill [1844a, réédition 1967], p. 233).

### Le protectionnisme des industries naissantes
Dans son Rapport sur les manufactures (1791), le Secrétaire au Trésor américain Alexander Hamilton détaille une objection sérieuse : livrée à elle-même, l'industrie américaine n'est pas en mesure de concurrencer sur son propre territoire l'industrie britannique, en raison de son manque d'expérience et de savoir-faire. Hamilton propose de protéger temporairement les industries naissantes, de préférence via des subventions.
Friedrich List qui a été exilé aux États-Unis de 1825 à 1832 où il a été imprégné de la tradition protectionniste de Alexander Hamilton, James Madison et Andrew Jackson, publie en 1841 Das Nationale System der Politischen Ökonomie (Système national d'économie politique), qui rejette l'analyse classique au profit de l'analyse historique, et popularise le principe de protection des industries naissantes (ou « protection des industries dans l'enfance ») par des barrières douanières, qu'il appelle « protectionnisme éducateur ». Il explique : « Le protectionnisme est notre voie, le libre-échange est notre but ».
Les activités économiques protégées peuvent s'abstraire au moins en partie des pressions et contraintes de toutes natures en provenance du contexte concurrentiel. Elles bénéficient de ce fait d'une plus grande liberté de manœuvre et d'une plus grande certitude concernant leur rentabilité et développement futur, ce qui leur permet de développer leur système productif et leur compétitivité. La protection est temporaire et l'ouverture à la concurrence doit être réalisée au moment opportun.
En 1834, l'Écossais John Rae approfondit l'analyse de Hamilton, et propose diverses méthodes pour favoriser le transfert de technologie en provenance de l'étranger. C'est John Stuart Mill qui légitime la « doctrine des industries naissantes » dans ses Principes d'économie politique (1848).

### Torrens et les termes de l'échange
Entre 1833 et 1844, Robert Torrens revient peu à peu sur ses positions libre-échangistes, et développe le premier argument « moderne » contre le libre-échange : lorsqu'un pays peut agir sur les termes de l'échange (par exemple, parce qu'il est « gros », ou parce qu'il détient un monopole), il peut alors choisir un niveau de droits de douane optimal, qui maximise les termes de l'échange en sa faveur. Torrens en déduit que la politique la plus souhaitable est alors d'exiger la réciprocité commerciale : en adoptant unilatéralement le libre-échange, un pays s'expose à la « capture » d'une partie des gains à l'échange par ses partenaires.
Dans une lettre d’une série envoyée à des responsables politiques britanniques, Torrens écrivait (Torrens [1844], p. 28) : « Quand un pays particulier impose des droits de douane sur les productions d’autres pays, tandis que ces autres pays continuent de recevoir librement ses produits, un tel pays attire une plus grande proportion de métaux précieux, maintient un niveau de prix plus élevé que ses voisins et obtient, en échange du produit d’une quantité donnée de son travail, le produit d’une plus grande quantité de travail étranger ».
Torrens illustrait cela en prenant l’exemple du commerce entre l’Angleterre et Cuba. Si Cuba impose un tarif sur les productions britanniques, « l’effet final d’une taxe à l’importation imposée sur les produits britanniques se reportera sur les producteurs britanniques. La richesse de l’Angleterre sera réduite du montant de la taxe, la richesse de Cuba sera accrue de ce même montant » ([1844], p. 37).
L'argument de Torrens sera ensuite raffiné, jusqu'à la version publiée par Harry Johnson (en) en 1950, qui donne une formule mathématique précise de détermination du niveau optimal des droits de douane en fonction de l'élasticité de la courbe d'offre de l'étranger.

### Graham et les rendements variables
En 1923, Frank Graham s'attaque au cas des rendements croissantsqui pourrait justifier une protection permanente. Il utilise l'exemple de deux pays qui produisent des montres et du blé. Si la production industrielle (les montres) est sujette à des rendements croissants tandis que la production agricole (le blé) est soumise à des rendements décroissants, un pays qui se spécialise dans l'agriculture s'expose à une érosion inéluctable des termes de l'échange, et des barrières douanières permanentes sur les importations industrielles deviennent alors préférables au libre-échange.

### Théorème de symétrie de Lerner
Le théorème de symétrie d'Abba Lerner dispose que sur la base d'une hypothèse d'une balance commerciale nulle (valeur des biens exportés égale à valeur des marchandises importées d'un pays donné), un droit ad valorem tarifaire à l'importation (le pourcentage de la valeur ou un montant par unité) aura les mêmes effets qu'une taxe à l'exportation. Le théorème est basé sur l'observation que l'effet sur les prix relatifs est le même, quelle que soit la politique (droits de douane ad valorem ou taxes à l'exportation) appliquée.

## Impact selon la recherche scientifique

### Production intérieure, productivité et bien-être
Une étude empirique menée par Furceri et al. (2019) a révélé que les politiques protectionnistes, telles que l'augmentation des droits de douane, réduisent de manière significative la production intérieure et la productivité. Une étude de 1999 par Frankel et Romer a montré que, toutes choses égales par ailleurs, les pays qui commercent davantage tendent à connaître une croissance et un revenu plus élevés. L'effet est quantitativement important et statistiquement significatif.
Le fait que les droits de douane réduisent globalement le bien-être ne fait pas controverse parmi les économistes. Lors d’une enquête menée en 2018 par l’Université de Chicago auprès d’environ 40 économistes de premier plan, il leur a été demandé si les nouveaux droits de douane américains sur l’acier et l’aluminium profiteraient aux Américains. Deux tiers étaient fortement en désaccord, les autres simplement en désaccord. Aucun n’était d’accord. Plusieurs ont expliqué que ces droits de douane bénéficieraient à un petit nombre d’Américains mais nuiraient à beaucoup d’autres. Cela est cohérent avec l’analyse économique de base présentée ci-dessus, qui montre que les coûts pour les consommateurs dépassent les gains combinés des producteurs nationaux et de l'État, entraînant des pertes nettes appelées pertes sèches.
Une étude de 2021 portant sur 151 pays entre 1963 et 2014 a révélé que la hausse des droits de douane entraîne à long terme une baisse de la production et de la productivité, ainsi qu'une augmentation du chômage et des inégalités. L’étude montre également que les droits de douane tendent à faire monter la valeur de la monnaie, tandis que les balances commerciales restent globalement inchangées.

### Pays en développement
Certains commentateurs notent une corrélation entre des politiques protectionnistes (de type mercantiliste) et une forte croissance économique dans des pays comme la Chine, la Corée du Sud, le Japon et Taïwan,,,. Cependant, il existe un large consensus parmi les économistes pour dire que le libre-échange profite aux travailleurs des pays en développement, même lorsque ces pays ont des normes environnementales et sociales plus faibles. Cela s'explique par le fait que « la croissance du secteur manufacturier — et des nombreux autres emplois créés par le nouveau secteur exportateur — a un effet d'entraînement sur toute l'économie », favorisant la concurrence entre producteurs, ce qui augmente les salaires et les conditions de vie.
Caliendo, Feenstra, Romalis et Taylor (2015) ont utilisé un modèle économique mondial couvrant 189 pays et 15 industries pour étudier l’impact de la baisse des droits de douane entre 1990 et 2010. Ils ont constaté que la réduction des droits de douane augmente le commerce, favorise la création de nouvelles entreprises et accroît le bien-être global. Certains pays, comme l’Inde et le Vietnam, auraient même pu tirer davantage de bénéfices d’un commerce totalement libre ou de subventions à l’importation, ce qui signifie que leur droit de douane « optimal » pourrait être négatif.
L'OCDE (2005) a simulé les effets des réductions tarifaires dans 24 pays en développement et a montré qu’une combinaison bien conçue de réductions tarifaires et de réforme fiscale (par exemple en remplaçant les recettes douanières perdues par des taxes sur la consommation) peut entraîner des gains nets de bien-être.
Cependant, certaines études soulignent des effets négatifs possibles. Par exemple, Petia Topalova (2007) montre que les réductions tarifaires en Inde dans les années 1990 ont été associées à un ralentissement de la réduction de la pauvreté, notamment dans les régions dépourvues de filets de sécurité sociale et de mobilité du travail. Elle soutient que les responsables politiques devraient mettre en œuvre des mesures complémentaires afin de garantir une répartition plus équitable des gains de la libéralisation. En particulier, des réformes visant à améliorer la mobilité du travail, telles que des changements dans les politiques du marché du travail, peuvent contribuer à atténuer les effets négatifs et à réduire les inégalités.

## Arguments avancés par les partisans des droits de douane

### Protection de l'industrie nationale
L’un des arguments les plus courants en faveur de l’imposition de droits de douane est la protection des industries nationales en difficulté face à la concurrence étrangère. Cependant, la plupart des économistes, notamment ceux qui adhèrent à la théorie des avantages comparatifs, estiment que ces industries ne devraient pas être maintenues grâce à une protection. Au contraire, les ressources utilisées dans ces industries devraient être réaffectées à des secteurs dans lesquels le pays dispose d’un avantage comparatif, ce qui améliorerait l’efficacité économique globale. Selon cette approche, les gains en bien-être national dépasseraient les pertes subies par les groupes affectés par la concurrence des importations, ce qui mènerait à une augmentation du revenu national réel.
Les économistes reconnaissent toutefois que ce processus d’ajustement — le transfert du travail et du capital vers des secteurs plus efficaces — peut être lent et socialement coûteux. Par conséquent, bien qu’un consensus large existe contre l’augmentation des droits de douane, de nombreux économistes soutiennent une réduction progressive des barrières commerciales existantes plutôt qu’une suppression brutale. Cette approche permettrait d’éviter une mauvaise allocation supplémentaire des ressources tout en minimisant les perturbations pour les travailleurs et les communautés concernées.

### Argument de l’industrie naissante
Les protectionnistes soutiennent que les industries émergentes, en particulier dans les pays en développement, peuvent avoir besoin d’une protection temporaire contre les concurrents étrangers établis pour se développer et devenir compétitives. Les économistes traditionnels reconnaissent que les droits de douane peuvent à court terme aider les industries nationales à se développer, mais cela dépend du caractère temporaire de la protection et de la capacité du gouvernement à identifier les gagnants,. En pratique, les droits de douane restent souvent en place après que l’industrie a mûri, et les gouvernements échouent fréquemment à identifier les gagnants. De nombreuses études empiriques menées dans différents pays — comme la Turquie dans les années 1960 et plusieurs nations d’Amérique latine — documentent les échecs des tentatives de protection d’industries naissantes,,,,. Dans de nombreux pays en développement, les industries n’ont pas atteint une compétitivité internationale même après 15 ou 20 ans d’activité, et ne survivraient probablement pas sans protection tarifaire. De plus, les économistes soulignent que la protection des industries naissantes peut être nuisible non seulement au niveau national, mais aussi internationalement. Si plusieurs pays adoptent une telle protection simultanément, cela peut fragmenter les marchés mondiaux, empêcher les entreprises de réaliser des économies d’échelle par l’exportation, et mener à une production inefficace et à petite échelle dans différents pays.

### Chômage
Les droits de douane sont parfois proposés comme moyen de protéger l’emploi national lors de périodes de récession économique. Toutefois, il existe un quasi-consensus parmi les économistes modernes sur le fait que cette approche est erronée. Les droits de douane peuvent déplacer le chômage vers l’étranger sans augmenter la production globale, et ils entraînent souvent des mesures de rétorsion. Les économistes s’accordent à dire que le chômage doit être traité par des politiques budgétaires et monétaires appropriées.

### Défense nationale
Les industries invoquent souvent la sécurité nationale pour justifier une protection tarifaire, arguant que certains produits sont essentiels en temps de guerre lorsque les importations peuvent être interrompues. Les économistes considèrent généralement cet argument comme faible, notant que les droits de douane sont un moyen inefficace d'assurer la survie des industries critiques. Ils recommandent plutôt des subventions directes, plus transparentes et efficaces, pour soutenir les secteurs jugés vitaux pour la défense nationale.

### Autarcie
Certains arguments protectionnistes sont fondés sur le sentiment autarcique — le désir d’autosuffisance nationale et d’indépendance vis-à-vis des risques économiques mondiaux. Cependant, il existe un consensus général selon lequel aucun pays moderne, aussi riche et diversifié soit-il en ressources, ne peut réellement atteindre l’autosuffisance, et que les tentatives en ce sens entraîneraient une forte baisse du revenu réel.

### Déficits commerciaux
Selon certains partisans des droits de douane, les déficits commerciaux sont intrinsèquement nuisibles et doivent être éliminés, une position que de nombreux économistes rejettent comme une mauvaise compréhension du commerce,,,. L’idée selon laquelle les déficits bilatéraux seraient intrinsèquement nuisibles aux économies nationales est massivement rejetée par les experts du commerce,,,.
Selon les partisans, les droits de douane peuvent aider à réduire les déficits commerciaux, mais selon les économistes, ils n’en déterminent pas la taille. Les balances commerciales sont principalement influencées par la consommation. Une économie forte crée des consommateurs riches, qui à leur tour créent une demande d’importations. Les industries protégées par des droits de douane gagnent des parts de marché domestique, mais elles perdent aussi une partie de leur incitation à être efficaces. Ce coût est imposé aux acheteurs nationaux, et se répercute en fin de compte sur le consommateur final. D’autres pays riposteront probablement avec des droits de douane compensatoires, ce qui entraînera une situation perdant-perdant et une hausse de l’inflation mondiale.

### Protection contre le dumping environnemental
Certains défendent l’usage de droits de douane dans les cas de dumping environnemental, lorsque des entreprises bénéficient de réglementations environnementales plus faibles que dans d’autres pays, créant une concurrence déloyale. Par exemple, l’Union européenne mettra en place un mécanisme d’ajustement carbone aux frontières en 2026 pour rétablir l’équité entre entreprises soumises ou non à la tarification du carbone. En 2019, plus de 3 500 économistes américains, dont 45 lauréats du prix Nobel et d’anciens présidents de la Réserve fédérale, ont signé la "Déclaration des économistes sur les dividendes carbone". Cette déclaration plaide pour un ajustement carbone aux frontières afin d’éviter les fuites de carbone et de renforcer la compétitivité des entreprises américaines plus économes en énergie que leurs concurrentes étrangères.

## Droits de douane selon les nations

### Grande-Bretagne
Au XIVe siècle, Édouard III (1312-1377) a pris des mesures interventionnistes telles que l'interdiction d'importer des lainages dans le but de développer la fabrication locale de laine. À partir de 1489, Henri VII a mis en œuvre des mesures telles que l'augmentation des droits d'exportation sur la laine brute. Les monarques Tudor, en particulier Henry VIII et Elizabeth I, ont eu recours au protectionnisme, aux subventions, à la distribution de droits de monopole, à l'espionnage industriel parrainé par le gouvernement et à d'autres moyens d'intervention gouvernementale pour développer l'industrie lainière en Angleterre. L'Angleterre est ensuite devenue par la suite la première nation productrice de laine au monde.
Mais le véritable tournant protectionniste de la politique économique du Royaume-Uni se produit en 1721. Les politiques visant à promouvoir les industries manufacturières ont été introduites à partir de cette date par Robert Walpole. Il s'agissait, par exemple, d'augmenter les droits de douane sur les produits manufacturés étrangers importés, de subventionner les exportations, de réduire les droits de douane sur les matières premières importées utilisées pour les produits manufacturés et de supprimer les droits d'exportation sur la plupart des produits manufacturés. Ces politiques étaient similaires à celles utilisées par des pays comme le Japon, la Corée et Taïwan après la Seconde Guerre mondiale. Ainsi, la Grande-Bretagne a été le premier pays à mettre en œuvre une stratégie de développement de l'industrie naissante à grande échelle. En présentant sa politique, Walpole a déclaré : « Il est clair que rien ne contribue autant à la promotion du bien-être public que l'exportation de produits manufacturés et l'importation de matières premières étrangères ».
Les politiques protectionnistes de Walpole se sont poursuivies pendant le siècle suivant, aidant les industries manufacturières britanniques à rattraper et à devancer leurs homologues du continent. La Grande-Bretagne est restée un pays très protectionniste jusqu'au milieu du 19e siècle. En 1820, le taux tarifaire moyen de la Grande-Bretagne sur les importations de produits manufacturés était de 45 à 55 %. En outre, dans ses colonies, la Grande-Bretagne a imposé une interdiction totale des activités manufacturières avancées qu'elle ne voulait pas voir se développer. Walpole a obligé les Américains à se spécialiser dans les produits à faible valeur ajoutée plutôt que dans les produits à forte valeur ajoutée. La Grande-Bretagne a également interdit les exportations de ses colonies qui faisaient concurrence à ses propres produits dans le pays et à l'étranger. Elle a interdit les importations de textiles en coton en provenance d'Inde, qui étaient à l'époque supérieurs aux produits britanniques. Elle a interdit l'exportation de tissus en laine de ses colonies vers d'autres pays (Wool Act). Enfin, la Grande-Bretagne voulait s'assurer que les colons s'en tiennent à la production de matières premières et ne deviennent jamais des concurrents des fabricants britanniques. Des politiques ont été mises en place pour encourager la production de matières premières dans les colonies. Walpole fournit des subventions à l'exportation (du côté américain) et abolit les taxes à l'importation (du côté britannique) sur les matières premières produites dans les colonies américaines. Les colonies ont donc été contraintes de laisser les industries les plus rentables aux mains de la Grande-Bretagne.
Au début du XIXe siècle, le droit de douane moyen sur les produits manufacturés britanniques était d'environ 50 %, le plus élevé de tous les grands pays européens. Malgré son avance technologique croissante sur les autres nations, la Grande-Bretagne a poursuivi sa politique de promotion industrielle jusqu'au milieu du XIXe siècle et a maintenu des droits de douane très élevés sur les produits manufacturés jusque dans les années 1820, deux générations après le début de la révolution industrielle. Ainsi, selon l'historien économique Paul Bairoch, l'avance technologique de la Grande-Bretagne a été réalisée « derrière des barrières tarifaires élevées et durables ». En 1846, le taux d'industrialisation par habitant était plus du double de celui de ses concurrents les plus proches.
Le libre-échange en Grande-Bretagne a commencé pour de bon avec l'abrogation des Corn Laws en 1846, qui équivalait à un libre-échange des céréales. Les droits de douane sur de nombreux produits manufacturés ont également été supprimés. Mais tandis que le libre-échange progressait au Royaume-Uni, le protectionnisme se poursuit sur le continent. La Grande-Bretagne pratiqua le libre-échange de manière unilatérale dans le vain espoir que d'autres pays lui emboîtent le pas, mais les États-Unis sortirent de la guerre de Sécession en étant encore plus explicitement protectionnistes qu'auparavant, l'Allemagne d'Bismarck rejeta le libre-échange, et le reste de l'Europe suivit le mouvement.
À partir des années 1870, l'économie britannique continua de croître, mais resta inexorablement à la traîne des États-Unis et de l'Allemagne, qui restèrent protectionnistes : de 1870 à 1913, la production industrielle augmenta en moyenne de 4,7 % par an aux États-Unis, de 4,1 % en Allemagne et de seulement 2,1 % en Grande-Bretagne. Ainsi, la Grande-Bretagne a finalement été dépassée économiquement par les États-Unis vers 1880. Le leadership de la Grande-Bretagne dans divers domaines tels que l'acier et le textile s'est érodé, puis le pays a pris du retard lorsque de nouvelles industries, utilisant des techniques plus avancées, ont émergé après 1870 dans d'autres pays qui pratiquaient encore le protectionnisme.
En raison de la Grande Dépression, la Grande-Bretagne abandonna finalement le libre-échange en 1932, reconnaissant qu'elle a perdu sa capacité de production au profit des États-Unis et de l'Allemagne, qui restèrent protectionnistes. Elle réintroduisit des tarifs douaniers à grande échelle, mais il était trop tard pour rétablir la position de la nation en tant que puissance économique dominante. En 1932, le niveau d'industrialisation des États-Unis était supérieur de 50 % à celui du Royaume-Uni.

### États-Unis
La Grande-Bretagne a été le premier pays à utiliser une stratégie de promotion de l'industrie naissante à grande échelle. Toutefois, son plus ardent défenseur était les États-Unis ; Paul Bairoch les a qualifiés de « mère patrie et bastion du protectionnisme moderne ».
De nombreux intellectuels et hommes politiques américains ont estimé que la théorie du libre-échange prônée par les économistes britanniques classiques ne convenait pas à leur pays. Ils ont fait valoir que le pays devait développer des industries manufacturières et utiliser la protection et les subventions du gouvernement pour y parvenir, comme la Grande-Bretagne l'avait fait avant eux. Plusieurs des grands économistes américains de l'époque, jusqu'au dernier quart du XIXe siècle, étaient de fervents défenseurs de la protection industrielle : Daniel Raymond qui a influencé Friedrich List, Mathew Carey et son fils Henry, qui fut l'un des conseillers économiques de Lincoln. Le leader intellectuel de ce mouvement était Alexander Hamilton, premier secrétaire au Trésor des États-Unis (1789-1795). Ainsi, c'est contre la théorie de l'avantage comparatif de David Ricardo que les États-Unis ont protégé leur industrie. Ils ont suivi une politique protectionniste du début du XIXe siècle jusqu'au milieu du XXe siècle, après la Seconde Guerre mondiale,.
Dans le Report of manufactures, considéré comme le premier texte exprimant la théorie protectionniste moderne, Alexander Hamilton soutenait que si un pays souhaitait développer une nouvelle activité sur son sol, il devait la protéger. Selon lui, cette protection contre les producteurs étrangers pourrait prendre la forme de droits d'importation ou, dans des cas exceptionnels, d'une interdiction des importations. Il a préconisé des barrières tarifaires pour permettre le développement industriel américain et pour aider à protéger les industries naissantes, y compris les primes (subventions) dérivées en partie de ces tarifs. Il estimait également que les droits de douane sur les matières premières devaient être généralement faibles. Hamilton a fait valoir que malgré une "hausse des prix" initiale causée par les réglementations contrôlant la concurrence étrangère, une fois que « la fabrication nationale a atteint la perfection, il devient invariablement moins cher ». Il pensait également que les taxes sur les matières premières devaient généralement être faibles. Dans ce rapport, Hamilton proposait une série de mesures pour assurer le développement industriel de son pays, notamment des tarifs protecteurs et des interdictions d'importation, des subventions, des interdictions d'exportation de matières premières clés, des remises tarifaires sur les intrants industriels, la fixation des prix et le brevetage des inventions, la réglementation des normes de produits et le développement des infrastructures financières et de transport. Hamilton avait fourni le plan directeur de la politique économique américaine jusqu'à la fin de la Seconde Guerre mondiale et son programme d'industrie naissante a créé les conditions d'un développement industriel rapide.
Alexander Hamilton et Daniel Raymond ont été parmi les premiers théoriciens à présenter l'argument de l'industrie naissante. Hamilton a été le premier à utiliser le terme "industries naissantes" et à le mettre au premier plan de la pensée économique. Il pensait que l'indépendance politique était fondée sur l'indépendance économique. L'augmentation de l'offre nationale de produits manufacturés, en particulier de matériel de guerre, est considérée comme une question de sécurité nationale. Et il craignait que la politique britannique envers les colonies ne condamne les États-Unis à n'être qu'un simple producteur de produits agricoles et de matières premières,.
Au départ, la Grande-Bretagne ne voulait pas industrialiser les colonies américaines et a mis en œuvre des politiques à cet effet (par exemple, l'interdiction des activités manufacturières à forte valeur ajoutée). Sous la domination britannique, l'Amérique se voit naturellement refuser l'utilisation de tarifs douaniers pour protéger ses nouvelles industries. Il est interdit d'exporter des produits qui concurrencent les marchandises britanniques. Elle a reçu des subventions pour produire des matières premières. La fabrication de produits de haute technicité était interdite. Ainsi, la révolution américaine a été, dans une certaine mesure, une guerre contre cette politique, dans laquelle l'élite commerciale coloniale s'est rebellée contre le fait d'être contrainte de jouer un rôle mineur dans l'économie atlantique émergente. Cela explique pourquoi, après l'indépendance, le Tariff Act de 1789 a été la deuxième loi de la République signée par le président George Washington pour permettre au Congrès d'imposer un tarif unique de 5 % sur toutes les importations, avec quelques exceptions.
Entre 1792 et la guerre avec la Grande-Bretagne en 1812, le niveau tarifaire moyen était resté autour de 12,5 %, ce qui était trop faible pour inciter les acheteurs de produits manufacturés à soutenir les industries américaines naissantes. Lorsque la guerre anglo-américaine de 1812 a éclaté, tous les droits de douane avaient doublé pour atteindre une moyenne de 25 % afin de faire face à l'augmentation des dépenses gouvernementales due à la guerre. La guerre a ouvert la voie à de nouvelles industries en perturbant les importations de produits manufacturés en provenance de Grande-Bretagne et du reste de l'Europe. Un changement significatif de politique est intervenu en 1816, lorsque les industriels américains qui avaient prospéré grâce aux tarifs douaniers ont fait pression pour les maintenir. Une nouvelle loi est introduite pour maintenir le niveau des droits de douane proche de celui de la guerre - les produits particulièrement protégés sont le coton, la laine et le fer. Les intérêts industriels américains qui avaient prospéré grâce au tarif douanier font pression pour le conserver, et le portèrent à 35 % en 1816. Le public a approuvé, et en 1820, le tarif américain moyen était passé à 40 pour cent. Entre 1816 et la fin de la Seconde Guerre mondiale, les États-Unis avaient l'un des taux tarifaires moyens les plus élevés au monde sur les importations de produits manufacturés.
Il y a eu une brève période de 1846 à 1861, au cours de laquelle les droits de douane américains ont été réduits, coïncidant avec le zénith du libéralisme classique en Europe. Mais cette période a été suivie d'une série de récessions et de la panique de 1857, qui a finalement conduit à des demandes de hausse des tarifs douaniers que le président James Buchanan a signées en 1861 (Tarif Morrill). Mais même pendant les périodes de baisse des taux tarifaires moyens, les tarifs américains étaient restés parmi les plus élevés au monde.
Après que les États-Unis ont dépassé les industries européennes dans les années 1890, l'argument en faveur du Tarif Mckinley n'était plus de protéger les "industries naissantes" mais de maintenir le niveau des salaires des travailleurs, d'améliorer la protection du secteur agricole et le principe de réciprocité.
Au XIXe siècle, des hommes d'État comme le sénateur Henry Clay reprennèrent les thèmes de Hamilton au sein du parti whig sous le nom de "Système américain" qui consiste à protéger les industries et à développer les infrastructures en opposition explicite au "système britannique" de libre-échange.
La guerre civile américaine (1861-1865) s'est en partie déroulée sur la question des tarifs douaniers. Les intérêts agricoles du Sud s'opposèrent à toute protection, tandis que les intérêts manufacturiers du Nord voulaient la maintenir. Le tout jeune Parti républicain dirigé par Abraham Lincoln, qui se faisait appeler "Henry Clay tariff Whig", était fortement opposé au libre-échange. Au début de sa carrière politique, Lincoln était membre du parti protectionniste Whig et soutenait Henry Clay. En 1847, il a déclaré : "Donnez-nous un tarif protecteur et nous aurons la plus grande nation du monde. Il a introduit un tarif douanier de 44 % pendant la guerre de Sécession, en partie pour payer les subventions aux chemins de fer et à l'effort de guerre et pour protéger les industries favorisées. Les droits de douane sont restés à ce niveau même après la guerre, de sorte que la victoire du Nord dans la guerre civile a permis aux États-Unis de rester l'un des plus grands praticiens de la protection tarifaire de l'industrie.
En 1896, le gouvernement républicain s'engage à « renouveler et souligner notre loyauté envers la politique de protection en tant que rempart de l'indépendance industrielle américaine et fondement du développement et de la prospérité. Cette véritable politique américaine taxe les produits étrangers et encourage l'industrie nationale. Elle fait peser le poids des recettes sur les produits étrangers ; elle assure le marché américain au producteur américain. Il maintient la norme salariale américaine pour le travailleur américain ».
En 1913, à la suite de la victoire électorale des démocrates en 1912, le tarif moyen sur les produits manufacturés a été considérablement réduit, passant de 44 % à 25 %. Cependant, la Première Guerre mondiale a rendu ce projet de loi inefficace, et une nouvelle législation tarifaire "d'urgence" a été introduite en 1922, après le retour au pouvoir des Républicains en 1921.
Selon l'économiste Ha-Joon Chang, la période protectionniste correspondait ainsi à l'âge d'or de l'industrie américaine, lorsque les performances économiques des États-Unis dépassaient celles du reste du monde. Ils ont adopté une politique interventionniste et protectionniste pour promouvoir et protéger leurs industries par le biais de tarifs douaniers. Cela aurait permis aux États-Unis de connaître la croissance économique la plus rapide au monde tout au long du XIXe siècle jusque dans les années 1920. Ce n'est qu'après la Seconde Guerre mondiale que les États-Unis ont libéralisé leur commerce extérieur.

### Allemagne
Dans son histoire, l'Allemagne utilisa principalement d'autres politiques que les droits de douane pour promouvoir son industrie. En 1879, le chancelier de l'Allemagne, Otto von Bismarck, introduisit une grande augmentation des droits de douane afin de cimenter l'alliance politique entre les « Junkers » (propriétaires terriens) et les industriels lourds – ce qu'on appelle le « mariage du fer et du seigle ». Malgré la protection substantielle qui a été accordée aux industries clés, en particulier l'industrie sidérurgique, le niveau de protection dans le secteur manufacturier allemand en général était l'un des plus bas parmi les pays comparables tout au long du XIXe siècle et de la première moitié du XXe siècle. Les tarifs ont toujours été relativement bas en Allemagne. Tout au long du XIXe siècle et au début du XXe siècle (jusqu'à la Première Guerre mondiale), le taux moyen des droits de douane sur les produits manufacturés en Allemagne était de 5 à 15 %, bien en dessous des taux américains et britanniques (avant les années 1860) de 35 à 50 %. Même dans les années 1920, lorsqu'elle est devenue plus protectrice de ses industries, le taux moyen des droits de douane industriels de l'Allemagne est resté autour de 20 %.
Toutefois, la protection tarifaire relativement faible ne signifie pas que l'État allemand a adopté une approche de laisser-faire en matière de développement économique. En particulier sous Frédéric Guillaume Ier (1713-1740) et Frédéric le Grand (1740-1786) au XVIIIe siècle, l'État prussien a mené une série de politiques visant à promouvoir de nouvelles industries – en particulier les textiles (surtout le lin), les métaux, les armements, la porcelaine, la soie et le raffinage du sucre – en accordant des droits de monopole, la protection commerciale, les subventions à l'exportation, les investissements en capital et en faisant venir des travailleurs qualifiés de l'étranger. Dès le début du XIXe siècle, l'État prussien a également investi dans l'infrastructure avec par exemple la construction de routes dans la Ruhr. Il a également mis en œuvre une réforme de l'éducation, qui a non seulement impliqué la construction de nouvelles écoles et universités, mais aussi la réorientation de l'enseignement de la théologie vers la science.

### France
Dans son histoire, la France utilisa principalement d'autres politiques que les droits de douane pour promouvoir son secteur industriel. La politique économique française à l'époque pré-révolutionnaire – souvent appelée colbertisme, du nom de Jean-Baptiste Colbert (1619-1683), le célèbre ministre des Finances de Louis XIV – était très interventionniste. Par exemple, au début du XVIIIe siècle, l'État français a tenté de recruter des travailleurs qualifiés en Grande-Bretagne à grande échelle et a encouragé l'espionnage industriel.
La Révolution, cependant, a bouleversé ce cours de manière significative. Milward et Saul soutiennent l'idée que la Révolution a entraîné un changement marqué dans la politique économique du gouvernement français, parce que « la destruction de l'absolutisme semblait liée dans l'esprit des révolutionnaires à l'introduction d'un système de laissez-faire ».
John Vincent Nye examina des preuves empiriques détaillées et conclut qu'en matière de mesure tarifaire, «le régime commercial de la France a été plus libéral que celui de la Grande-Bretagne pendant la majeure partie du XIXe siècle, même pendant la période allant de 1840 à 1860 (la période présumée du libre-échange à part entière en Grande-Bretagne)». En analysant les recettes douanières nettes en pourcentage des valeurs nettes à l'importation, la France a toujours été moins protectionniste (au niveau des droits de douane) que la Grande-Bretagne entre 1821 et 1875.
En 1860, Napoléon III signa le fameux traité commercial franco-anglais (le traité Cobden-Chevalier), qui annonça la période du libéralisme commercial sur le continent (1860-1879). En 1892, le traité devint caduc et de nombreux droits de douane, en particulier sur les produits manufacturés, furent augmentés. Cependant, il n'y eut pas de stratégie cohérente de mise à niveau industrielle derrière cette augmentation tarifaire.
Entre 1821 et 1875, surtout jusqu'au début des années 1860, la France avait des tarifs plus bas que la Grande-Bretagne. Même lorsqu'elle est devenue protectionniste - entre 1920 et 1950 - son taux moyen des tarifs industriels n'a jamais dépassé 30 %. Les taux moyens des droits de douane industriels en Grande-Bretagne et aux États-Unis étaient de 50 à 55 % à leur plus haut niveau.
Après la Seconde Guerre mondiale, les efforts des États pour promouvoir l'industrie se sont intensifiés dans la plupart des pays riches et c'est en France qu'il y a eu le plus grand changement. Après 1945, reconnaissant que ses politiques conservatrices et non interventionnistes étaient responsables de son déclin économique relatif et donc de sa défaite lors de la guerre mondiale, l'État français a pris une part beaucoup plus active dans l'économie. Elle a lancé une planification "indicative" (par opposition à la planification « obligatoire » (impérative) du communisme), s'est emparée d'industries clés par la nationalisation et a canalisé des investissements dans des industries stratégiques par l'intermédiaire de banques publiques. Pour permettre aux nouvelles industries de prendre de l'expansion, les tarifs industriels ont été maintenus à un niveau relativement élevé jusqu'aux années 1960. La stratégie a très bien fonctionné. Dans les années 1980, la France s'est transformée en leader technologique dans de nombreux domaines. En conséquence, la France a connu une transformation structurelle très réussie de son économie et a finalement dépassé la Grande-Bretagne.

### Pays-Bas
Les Pays-Bas étaient la puissance navale et commerciale dominante du monde au XVIIe siècle, son «Siècle d'Or», grâce à ses réglementations «mercantilistes» en matière de navigation, de pêche et de commerce international depuis le XVIe siècle.
Le roi Guillaume Ier (1815-1840) créa de nombreuses agences de financement industriel,. Il soutint aussi fortement le développement d'une industrie textile cotonnière moderne, en particulier dans la région de Twente. Cependant, à partir de la fin des années 1840, le pays est revenu à un régime de laissez-faire qui a duré jusqu'à la Seconde Guerre mondiale. À l'exception de la Grande-Bretagne à la fin du XIXe siècle et du Japon avant le rétablissement de l'autonomie tarifaire, les Pays-Bas demeurèrent l'économie la moins protégée parmi les pays industrialisés.
Le pays abolit la loi sur les brevets (qui a été introduite pour la première fois en 1817) en 1869, inspirée par le mouvement anti-brevet qui a balayé l'Europe à l'époque. Malgré les pressions internationales, le pays a refusé de réintroduire la loi sur les brevets jusqu'en 1912.
Durant cette période de laissez-faire, l'économie néerlandaise resta léthargique et son industrialisation resta relativement superficielle. Selon l'estimation officielle de Maddison, mesurée en dollars de 1990, les Pays-Bas furent le deuxième pays le plus riche du monde après la Grande-Bretagne en 1820. Un siècle plus tard en 1913, pas moins de six pays – l'Australie, la Nouvelle-Zélande, les États-Unis, le Canada, la Suisse et la Belgique – l'ont dépassé.
C'est en grande partie pour cette raison qu'à la fin de la Seconde Guerre mondiale, on a vu l'introduction de politiques plus interventionnistes. Jusqu'en 1963, des politiques commerciales et industrielles actives ont été pratiquées notamment des aides financières aux grandes entreprises, des subventions pour industrialiser les régions en retard, l'encouragement de l'enseignement technique, l'encouragement du développement de l'industrie de l'aluminium et d'infrastructures clés.

### Japon

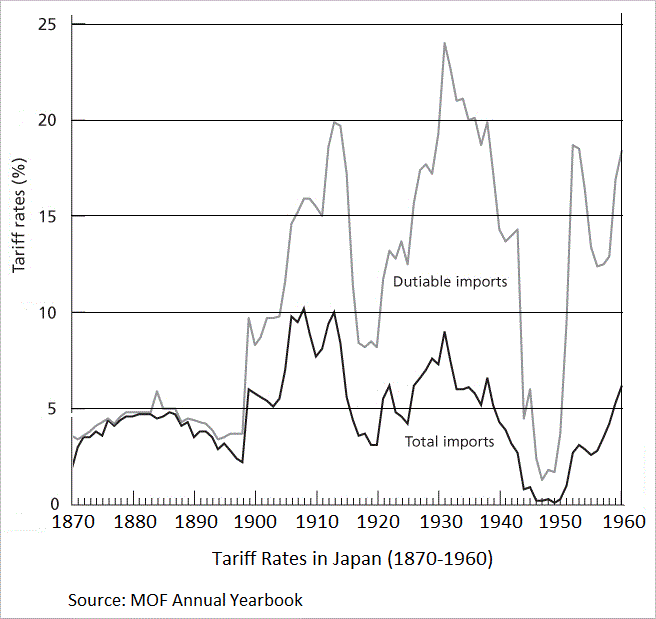
Droits de douane (Japon)

Un régime de modernisation a été mis en place après la Restauration de Meiji de 1868. Depuis lors, le rôle de l'État a été crucial dans le développement du pays. Jusqu'en 1911, le Japon n'était pas en mesure d'utiliser la protection tarifaire, en raison des « traités inégaux » qui lui interdisaient d'avoir des taux tarifaires supérieurs à 5 %. Par conséquent, l'État japonais a dû recourir à d'autres moyens pour encourager l'industrialisation. Il a créé des « usines modèles » appartenant à l'État dans un certain nombre d'industries, notamment dans la construction navale, l'exploitation minière, le textile et l'industrie militaire. Bien que la plupart d'entre elles aient été privatisées dans les années 1870, l’État a continué à subventionner les entreprises privatisées, en particulier dans la construction navale.
Par la suite, il a établi une première aciérie moderne et a développé les chemins de fer et le télégraphe. Après la fin des traités inégaux en 1911, l'État japonais a commencé à introduire une série de réformes tarifaires destinées à protéger les industries naissantes, à rendre les matières premières importées plus abordables et à contrôler les importations de produits de consommation de luxe. Dans les années 1920, sous forte influence allemande, le Japon commença à encourager la «rationalisation» des industries clés en encourageant les fusions, qui visaient à restreindre la « concurrence inutile », à réaliser des économies d'échelle, à normaliser et à introduire la gestion scientifique.
L'excédent commercial en produits manufacturés du Japon fut multiplié par trente entre 1965 et 1990 en valeur courante et en douze en valeur constante. Entre 1965 et 1973, le total de l'excédent commercial japonais en produits manufacturés passa de 5.9 milliards de dollars à 23.4 milliards puis entre 1973 et 1990, il passa de 23.4 milliards de dollars à 176.2 milliards de dollars. À l'égard de l'Europe occidentale, les chiffres sont passés de 2.5 milliards à 31.6 milliards de dollars entre 1973 et 1990.
Le MITI (Ministère du Commerce International et de l'Industrie) a orchestré un programme de développement industriel qui est maintenant devenu une légende. Les droits de douane industriels du Japon n'étaient pas particulièrement élevés après la Seconde Guerre mondiale, mais les importations étaient étroitement contrôlées grâce au contrôle exercé par le gouvernement sur les devises étrangères. Les exportations ont été encouragées afin de maximiser l'offre de devises étrangères nécessaires pour acheter de meilleures technologies (soit en achetant des machines, soit en payant des licences technologiques). Il s'agissait de subventions directes et indirectes à l'exportation ainsi que d'une aide à l'information et à la commercialisation de la part de J E T R O (Japan External Trade Organisation) l'agence commerciale d'État. Malgré ces réalisations excellentes, le pays a connu un grand marasme économique depuis le milieu des années 1990 qui s'est concrétisé par la baisse des principaux indicateurs économiques nippons (croissance, emploi et excédent commercial). La concurrence des nouveaux entrants dont la Chine et l'Inde notamment a joué un rôle non négligeable dans cette dépression. La part de marché revenant aux concurrents venus des pays émergents dans les sphères commerciales les plus rentables d'Asie d'Europe et d'Amérique ne fait qu'augmenter depuis des décennies.

### Russie
La Russie a adopté plus de mesures commerciales protectionnistes en 2013 que tout autre pays, ce qui en fait le leader mondial du protectionnisme. À lui seul, il a introduit 20 % des mesures protectionnistes dans le monde et un tiers des mesures dans les pays du G20 (groupe des vingt pays les plus riches dans le monde). Les politiques protectionnistes de la Russie comprennent des mesures tarifaires, des restrictions à l'importation, des mesures sanitaires et des subventions directes aux entreprises locales. Par exemple, l'État a soutenu plusieurs secteurs économiques tels que l'agriculture, l'espace, l'automobile, l'électronique, la chimie et l'énergie,.
À partir de 2014, des droits de douane ont été appliqués sur les produits importés dans le secteur alimentaire. La Russie a réduit ses importations alimentaires, tandis que la production intérieure a considérablement augmenté. Le coût des importations alimentaires est passé de 60 milliards de dollars en 2014 à 20 milliards de dollars en 2017 et le pays bénéficie d'une production céréalière record. La Russie a renforcé sa position sur le marché alimentaire mondial et est devenu autosuffisant sur le plan alimentaire. Dans le secteur de la pêche et des fruits et légumes, la production intérieure a fortement augmenté, les importations ont diminué et le solde de la balance commerciale (différence entre exportations et importations) s'est améliorée. Au deuxième trimestre de 2017, les exportations agricoles devraient dépasser les importations, faisant de la Russie un exportateur net pour la première fois.

### Inde
À partir de 2017, dans le cadre de la promotion de son programme « Make in India » visant à stimuler et protéger l'industrie manufacturière nationale et à lutter contre les déficits de la balance courante, l'Inde a introduit des tarifs sur plusieurs produits électroniques et « articles non essentiels ». Il s'agit d'articles importés de pays tels que la Chine et la Corée du Sud. Par exemple, le programme national d'énergie solaire de l'Inde favorise les producteurs nationaux en exigeant l'utilisation de cellules solaires de fabrication indienne,.

### Pays industrialisés d'Asie de l'Est
Dans les succès économiques du Japon et d'autres pays d'Asie de l'Est, les politiques commerciales, industrielles et interventionnistes ont joué un rôle crucial. Les politiques (utilisées aussi par d'autres pays développés comme la France) au cours de l'après-guerre étaient beaucoup plus sophistiquées et affinées que leurs équivalents historiques. Ils ont utilisé des subventions à l'exportation plus substantielles et mieux conçues (directes et indirectes) et beaucoup moins de taxes à l'exportation que dans les expériences antérieures. Les rabais tarifaires pour les matières premières importées et les machines destinées aux industries d'exportation étaient beaucoup plus systématiquement utilisés que dans la Grande-Bretagne du XVIIIe siècle, par exemple. La coordination des investissements complémentaires, qui s'effectuait auparavant de manière plutôt aléatoire (voire pas du tout), a été systématisée par le biais d'une planification et de programmes d'investissement gouvernementaux. Les États d'Asie de l'Est ont également intégré plus étroitement les politiques relatives au capital humain et à l'apprentissage, par le biais de la « planification de la main-d'œuvre ». Les règlements sur les licences de technologie et les investissements étrangers directs étaient beaucoup plus sophistiqués et complets. Les subventions à l'éducation, à la formation et à la R&D (et la prestation de services publics) étaient également beaucoup plus systématiques et plus étendues.

### Union européenne
En application du Code des douanes communautaire, pour toute marchandise entrant dans l'Union européenne des droits de douane sont calculés.
Pour connaître le montant des droits à payer, l’administration se base sur trois éléments distincts, appelés le triptyque :
| Élément                   | Commentaires |
| ------------------------- | --- |
| Valeur en douane          | Généralement, la douane retient la valeur transactionnelle, la valeur de la marchandise au lieu d'importation. Elle est souvent différente de la valeur commerciale, l'écart venant du coût transport pris en compte. |
| Espèce tarifaire          | C'est la nature du produit importé. Une nomenclature internationale est utilisée, le système harmonisé de l'OMD, l'Organisation Mondiale des Douanes (6 chiffres). L'Union européenne rajoute deux chiffres pour constituer la nomenclature combinée. Par exemple, NC 3102 30 10 désigne le "nitrate d'ammonium en solution aqueuse". |
| Origine de la marchandise | À ne pas confondre avec la provenance. Le certificat d'origine est le document nécessaire pour la prouver. Il permet de bénéficier de préférences tarifaires. |

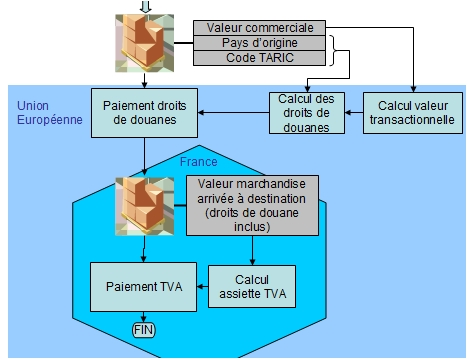
Schéma de calcul et d'application des droits de douane et TVA lors d'une importation dans l'Union européenne.

Certains droits de douane peuvent être réduits (par exemple, le système de préférence généralisé - SPG), nuls (tels que les accords bilatéraux entre l'Union européenne et d'autres pays ou groupes de pays) ou augmentés temporairement (comme les droits anti-dumping). Le régime de la destination particulière permet de bénéficier de la réduction ou des suspensions de droits si la marchandise est affectée à une destination réglementaire prévue.
Ils sont les mêmes quel que soit le point d'entrée dans l'Union européenne.
Dans tous ces domaines très techniques, les administrations douanières s'efforcent de percevoir les droits et de rechercher les erreurs ou les fraudes. Ces dernières sont sévèrement réprimées comme le montre par exemple la lecture du code des douanes français.
Les droits de douane doivent être distingués des taxes nationales, comme la TVA française, que l'importateur doit également payer. On peut préciser que l'assiette de calcul de la TVA est la valeur de la marchandise droits de douane inclus. Les droits d'accise sur les alcools s'appliquent aussi pour les transferts à l'intérieur de l'Union européenne au-delà d'une limite considérée comme une consommation personnelle et non commerciale (90 litres pour les vins par exemple).

### Suisse
L'administration fédérale des douanes (AFD) et Le corps des gardes-frontière (Cgfr), font partie du Département fédéral des finances. Ce sont les principaux services chargés du droit de douane en Suisse. Depuis 2008, la Suisse n'effectue plus de contrôles systématiques des personnes à la frontière nationale. Ceux-ci ont lieu aux frontières de l'espace Schengen dont fait partie la Suisse. Des contrôles douaniers et des contrôles de marchandises sont toutefois encore effectués, à la frontière ou à l'intérieur du pays, et l'Administration fédérale des douanes a renforcé la collaboration avec les organisations partenaires internationales.
La douane suisse a installé aux postes frontières rarement occupés par le corps des gardes-frontière, des boîtes à déclarations. Cette forme de déclaration en douane n'est autorisée que pour les marchandises qui ne sont pas destinées au commerce, qui ne sont pas soumises à des restrictions ou à des interdictions et qui ne sont pas assujetties à un certificat ou à un permis. Les marchandises de commerce doivent être déclarées auprès d'un bureau de douane compétent en la matière.
Pour les particuliers qui transportent de la marchandise en Suisse pour leurs propres besoins ou pour en faire cadeau, la franchise valeur, non soumise à la Taxe sur la valeur ajoutée (TVA), est de 150 francs suisses, par jour et par personne.
Au-delà de 150 francs suisses, la TVA s'applique sur la valeur de toutes les marchandises importées. Le taux de la TVA en Suisse est de 8,1 % (taux normal) ou de 2,6 % (taux réduit) pour les denrées alimentaires (chiffres valables au 1er Janvier 2025).